# Арка Траяна (Беневенто)
Арка Трая́на (историческое название — «Золотые ворота», лат. porta aurea) — триумфальная арка на юге Италии в г. Беневенто, воздвигнутая в честь императора Траяна на важнейшем перекрёстке Аппиевой дороги, в начале новой Траяновой дороги (Via Traiana) из Беневенто в Брундизий. Сооружение размером 15.6 м x 8.6 м было построено в 114—117 гг., архитектор (предположительно) Аполлодор Дамасский.
На обеих сторонах аттика расположена одна и та же посвятительная надпись:
IMP[ERATORI] CAESARI DIVI NERVAE FILIO
NERVAE TRAIANO OPTIMO AVG[USTO]
GERMANICO DACICO PONTIF[ICI] MAX[IMO] TRIB[UNICIA]
POTEST[ATE] XVIII IMP[ERATORI] VII CO[N]S[ULI] VI P[ATRI] P[ATRIAE]
FORTISSIMO PRINCIPI SENATVS P[OPULUS]Q[UE] R[OMANUS]
Императору, цезарю, сыну божественного Нервы, Нерве Траяну, наилучшему августу Германскому, Дакийскому, великому понтифику, в 18-й раз трибуну, в 7-й раз императору, в 6-й раз консулу, отцу отечества, могущественнейшему принцепсу — сенат и народ Римский.
На небольшом фризе арки (единственный полностью сохранившийся римский «триумфальный» фриз) показан триумф Траяна после войны с даками, окончившейся в 106 г. полной победой римлян. Чтобы правильно «прочитать» его, необходимо начать обзор с северо-восточной стороны арки и двигаться вокруг неё по часовой стрелке.